# مارک بویینر
مارک بویینر (انگلیسی: Marc Boegner; ۲۱ فوریهٔ ۱۸۸۱ – ۱۸ دسامبر ۱۹۷۰) مقاله‌نویس، کشیش با نفوذ و عضو قابل توجهی از مقاومت فرانسه و صدای قابل توجه در جنبش کلیسایی اهل فرانسه بود.
وی همچنین برندهٔ جوایزی همچون لژیون دونور (افسر بزرگ) شده‌است.
او در ۱۸۸۱ در (اپینال، ووژ (فرانسه))، اورلئان متولد شد و در ۱۹۷۰ درگذشت. مقبره وی در گورستان مون‌پارناس، پاریس است.